# Braid Hills
Le Braid Hills formano una zona che si estende verso il sud-ovest di Edimburgo, in Scozia.
Le colline stesse sono in gran parte uno spazio libero ed aperto alla natura, con le case della zona che sono limitate a ville ed a qualche "terraced house".
La zona è rinomata per il suo campo da golf ed il panorama della città; inoltre in inverno è una popolare meta per le famiglie, dato che permette le discese con gli slittini. C'è anche un maneggio ed una scuola che organizza gite a cavallo.
Nelle vicinanze, ci sono le zone di Morningside, Comiston e Liberton.